# Белоголовые тимелии
Белоголовые тимелии (лат. Gampsorhynchus) — род воробьиных птиц из семейства земляных тимелий (Pellorneidae)
Естественная среда обитания — субтропические или тропические влажные равнинные и горные леса. Ареал — юго-восточная Азия.

## Классификация
Раньше род был монотипическим, но в 2006 году Collar выделил 3 из 4 подвидов белоголовой тимелии в другой вид — Gampsorhynchus torquatus. Международный союз орнитологов включает 2 вида:
- Gampsorhynchus rufulus Blyth, 1844 — Белоголовая тимелия[1], восточные Гималаи, центр Мьянмы и юго-запад Китая
- Gampsorhynchus torquatus Hume, 1874 — Мьянма, Таиланд, Лаос, Вьетнам и Малакка (Малайзия)
  - Gampsorhynchus torquatus torquatus Hume, 1874
  - Gampsorhynchus torquatus luciae Delacour, 1926
  - Gampsorhynchus torquatus saturatior Sharpe, 1888

Оба вида имеют охранный статус «вызывающие наименьшие опасения» по классификации МСОП.